# Офіцери князівства Антіохія
Князівство Антіохія віддзеркалювало Латинське королівство Єрусалим у своєму виборі великих посад: коннетабль , маршал , сенешаль , адмірал , камергер , дворецький , канцлер і в певний час також судовий виконавець .
Офіцери Князівства Антіохії такі:

## Конетабль
- Роберт (1098)
- Річард (1101–1114), можливо, лише титулярно
- Адам (1101–1114)
- Райнальд I Масуар (1126–1134)
- Вальтер де Сурдеваль (1134–1140)
- Роже де Мон (1140–1149)
- Арчібальд (1153)
- Джеффрі Сурден (1154)
- Гвіскар де л'Іль (1170–1172)
- Болдуін (1174–1175)
- Райналд II Масуар (1179–1181)
- Ральф де Мон (1186–1194)
- Роже де Мон (1195–1201)
- Роберт Менсел (1207–1219)
- Вільям де Хазарт (1219)
- Саймон Менсел (1262)

## Маршал
- Раймонд (1140)
- Гуарін Мальмуз (1140–1160)
- Вільям Тірель (1149–1169)
- Вільям де Кава (1175–1186)
- Варфоломій Тірель (1186–1191)
- Г'ю Флокурт (1193–1200)
- Фома (1200–1231)
- Василь (1210), чи то почесно, чи як маршал Вірменії
- Варфоломій Тірель (1262)

## Сенешаль
- Ешівар де Сарменія (1149–1169)
- Жерве де Сарменія (1181–1199)
- Acharie de Sarmenia (1216–1251)
- Пітер де Хазарт (1262)

## Камергер
- Тріго (1138)
- Василь (1140)
- Петро (1151–1172)
- Вільям (1163)
- Раймон де Гібеле (1174)
- Олівер (1179–1190)
- Саймон Бургевін (1195)
- Симон (1215–1216)

## Дворецький
- Мартін де Маргат (1140–1144)
- Петро Сальварічі (1149)
- Вільям де Мочі (1169)
- Язичник (1210)
- Жюльєн ле Жон (1216)

## Канцлер
- Вальтер (1114–1122)
- Ральф (1127)
- Франко (1133–1135)
- Евд (1140–1143)
- Іван (1149)
- Уолт (1154)
- Джоффріо (1154–1155)
- Бушар (1155)
- Бернард (1163–1170)
- Вільям (1172)
- Іоанн (1177–1183), став єпископом Триполі
- Альберт (1186–1200), архієпископ Тарсус, можливо, єдиний титулярний канцлер
- Іоанн Корбоніо (1203–1205), можливо, також коннетабль і канцлер графства Триполі
- Журден (1215–1216)
- Іоанн (до 1225), можливо те саме, що Іоанн Корбоніо
- Джоффрі (1241)
- Вільям (1262)

## Судовий виконавець
- Раймонд (убитий у Тартусі, 1213), син Богемонда IV Антіохійського і його перший дружина Plaisance of Gibelet